# Шторм, Тобиас
Тобиас Шторм (дат. Tobias Storm; род. 4 июля 2004, Хёрсхольм, Фредериксборг) — датский футболист, полузащитник клуба «Люнгбю».

## Клубная карьера
Шторм — воспитанник клуба «Люнгбю». 1 сентября 2021 года в поединке Кубка Дании против «Тарнби» Тобиас дебютировал за основной состав. 28 августа 2022 года в матче против «Виборга» он дебютировал в датской Суперлиге.   